# ロサンゼルス現代美術館
ロサンゼルス現代美術館（ロサンゼルスげんだいびじゅつかん、英: Museum of Contemporary Art, Los Angeles、通称MOCA）は、アメリカ合衆国カリフォルニア州・ロサンゼルス市にある、近現代美術専門の美術館である。
ダウンタウンのグランド通り（Grand Avnenue）にある本館のほか、リトル・トーキョーで仮設の形をとっている「ゲフィン・コンテンポラリー・アット・MOCA」（旧「テンポラリー・コンテンポラリー」）。ウェスト・ハリウッドにある「パシフィック・デザイン・センター」の合計3箇所の施設がある。

## 沿革
1979年に当時の市長トム・ブラッドレーや慈善家のマーシア・シモン・ワイズマン、市会議員ジョエル・ワックスの発案により現代美術館創設の計画が持ち上がり、同年、美術館設立準備委員会が設置された。1983年には建築家フランク・ゲーリー設計の「テンポラリー・コンテンポラリー」（現「ゲフィン・コンテンポラリー」）がオープン。
1988年、建築家磯崎新による新館でMOCAが本格的にオープン。
| The Geffen Contemporary at MOCA（ゲフィン現代美術館） |  | MOCA at The Pacific Design Center（MOCA･アット･パシフィック･デザイン･センター） |
| The Geffen Contemporary at MOCA（ゲフィン現代美術館） |  | MOCA at The Pacific Design Center（MOCA･アット･パシフィック･デザイン･センター） |

The Geffen Contemporary at MOCA（ゲフィン現代美術館）
1996年には音楽レーベルで財を成したデヴィッド・ゲフィンが500万ドルを寄付し、「テンポラリー・コンテンポラリー」の改装を実現、「ゲフィン・コンテンポラリー・アット・MOCA」」と改称した。
MOCA at The Pacific Design Center（MOCA･アット･パシフィック･デザイン･センター）
2000年には、ウェスト・ハリウッドのPacific Design Center（パシフィック･デザイン･センター）に 280m2（3,000ft2）の展示館をオープンした。同展示館は新興･既存アーティストの新作紹介のためだけでなく、MOCAの主要な展覧会とその著名な常設コレクションに基づいた付加的企画を提供する目的もあって新たに建設されたもので、近年ではデザインや建築の分野に焦点が当てられてる。また公開プログラムの際にはMOCAは同センターの講堂（384席）も利用している。

## コレクション
この美術館の所蔵品の90%は個人からの寄贈である。1984年にはジャン・フォートリエ、フランツ・クライン、ロイ・リキテンスタイン、クレス・オルデンバーグ、ロバート・ラウシェンバーグ、マーク・ロスコ、アントニ・タピエスを含むジュゼッペ・パンツァのコレクションの一部を購入。1989年、リタおよびタフト・シュライバーのコレクションが寄贈されたが、その中にはジャクソン・ポロック、ピエト・モンドリアン、アーシル・ゴーキーなどが含まれていた。 また、美術館の創設者の一人であるマーシア・シモン・ワイズマンよりウィレム・デ・クーニング、バーネット・ニューマン、ジャスパー・ジョーンズ、リチャード・ディーベンコーン、サム・フランシスなど83点の素描が寄贈されている。1991年、スコット・スピーゲルによりジャン＝ミシェル・バスキア、ロバート・ロンゴ、スーザン・ローゼンバーグ、デヴィッド・サーレなどが寄贈される。その他にも多くの寄贈を受けている。
その他グレッグ・コルソン、キム・ディングル, サム・デュラン、デイヴィッド・ホックニー。エルズワース・ケリー、アグニス・マーティン、ケネス・プライス、ジョン・マクラフリン、ロバート・マザウェル、エリザベス・マーレイ、レイモンド・ペティボン、ジュリアン・シュナーベル、ジョージ・シーガル、ジョエル・シャピロ、フランク・ステラ、サイ・トゥオンブリーなどを所蔵している。

## 参照
1. ↑  “日本大百科全書(ニッポニカ)の解説”.   コトバンク. 2018年5月12日閲覧。
2. ↑  Patt Morrison (November 21, 2009), MOCA man Los Angeles Times.
3. ↑  Wilson, William (1989年5月10日). “MOCA Given Art Donation of $60 Million”. Los Angeles Times
4. ↑  Muchnic, Suzanne (1996年2月16日). “MOCA Is Given a Major Art Collection”. Los Angeles Times
5. ↑  Mike Boehm (November 8, 2009), MOCA celebrates 30 years and a rebirth w:Los Angeles Times.